# اردوگاه کار اجباری ورشو
اردوگاه کار اجباری ورشو (به لهستانی: Gęsiówka) اردوگاهی نازی برای کار اجباری بود که در ویرانه‌های گتو ورشو، اطراف زندان گنشوفکا ساخته شده بود. به عنوان اردوگاهی کوچک، اردوگاه ورشو در اکثر گزارش‌های استاندارد مربوط به هولوکاست غایب است. در طول تاریخچه عملیاتی خود، حدود ۸۰۰۰ تا ۹۰۰۰ زندانی در این اردوگاه نگهداری و به بردگی گرفته می‌شدند. تخمین زده می‌شود که حدود ۴۰۰۰ تا ۵٬۰۰۰ زندانی در اردوگاه، در جریان رویدادهایی چون راهپیمایی مرگ از اردوگاه، قیام ورشو و پنهان شدن پس از قیام درون اردوگاه کشته شده باشند.
این اردوگاه که پوشش کمی در جریان اصلی تاریخ‌نگاری هولوکاست داشته‌است، در مرکز چندین نظریه توطئه قرار گرفته‌است که ادعا می‌کنند اتاق گازی غول پیکر در تونلی در نزدیکی ایستگاه ورشو زاخودنیا ساخته شده بود تا ۲۰۰٬۰۰۰ لهستانی عمدتاً غیر یهودی را در این کشور پاکسازی کند.

## تاریخچه

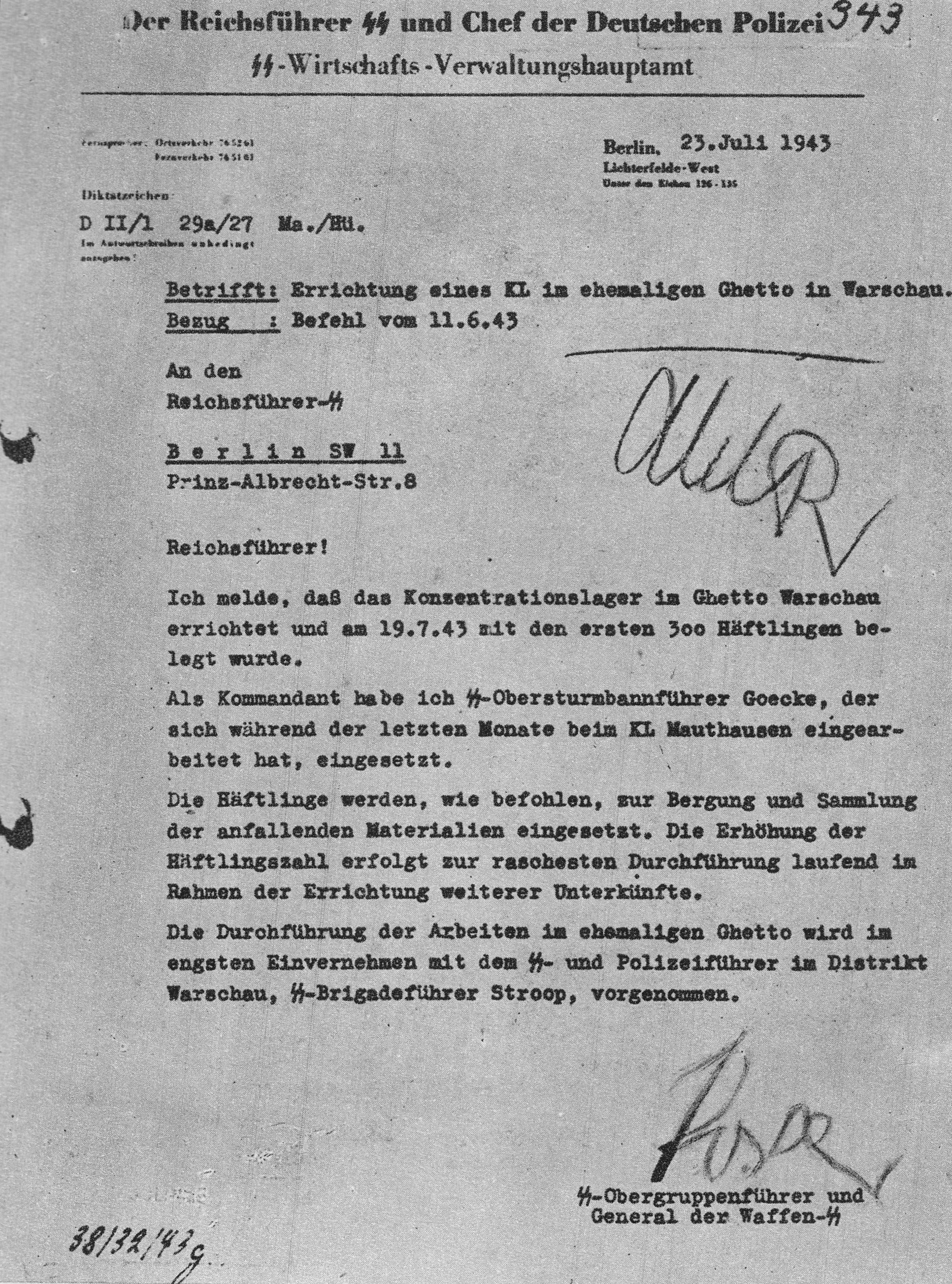
نامه ای از اسوالد پوهل به هاینریش هیملر به تاریخ ۲۳ ژوئیه ۱۹۴۳ دربارهٔ تشکیل اردوگاه ورشو، و توضیح دربارهٔ ورود ۳۰۰ زندانی نخست آن اردوگاه.

در فوریه ۱۹۴۳ و در پی نابودی گتو ورشو، هاینریش هیملر دستور داد تا یهودیان محلی درون اردوگاهی قرار داده شوند. با این وجود، درگیری‌های شدید در جریان خیزش گتوی ورشو این طرح را خنثی کرد. به دنبال شکست خیزش در ماه آوریل، یهودیان بازمانده به اردوگاه‌های اطراف لوبلین، از جمله تربلینکا، تبعید شده، یا در جا کشته شدند. اردوگاه کار اجباری ورشو در ژوئیه ۱۹۴۳ تأسیس شد، اما زندانیان یهودی اهل ورشو نبودند بلکه از سایر اردوگاه‌های کار اجباری در اروپا آورده شده بودند. این اردوگاه در زندان گشتاپو (موسوم به Gęsiówka) واقع شده بود، که تنها بنای سالم‌مانده در گتو به‌شمار می‌رفت.
تا مه ۱۹۴۴، اردوگاه به یکی از زیرمجموعه‌های اردوگاه مایدانک تبدیل شد و عنوان «اردوگاه کار اجباری لوبلین – اردوگاه کار ورشو» (به آلمانی: Konzentrationslager Lublin – Arbeitslager Warschau) را گرفت. طبق برخی منابع، این امر متأثر از اخراج زندانیان به اردوگاه‌های دیگر و همچنین نزدیک شدن ارتش شوروی به ورشو بود. با این حال، بوگوسلاو تادوش کوپکا، تاریخ‌دان، می‌نویسد که فساد گسترده در میان کارکنان اردوگاه، مقامات اس‌اس را ناچار به دستگیری فرمانده اردوگاه، نیکلاس هربت ، انتقال کل نگهبانان به آلمان و در نتیجه بازپس‌گیری خودمختاری از اردوگاه کرد.
در ابتدا قرار بود اردوگاه در ۱ ات ۱۹۴۴ بسته شود، اما با توجه به پیشروی شوروی، اردوگاه در ژوئیه تعطیل شد. در ژوئیه ۱۹۴۴ بیشتر زندانیان، حدود ۴۵۰۰ نفر، به راهپیمایی مرگ به کوتنو (نخستین راهپیمایی مرگ سازمان یافتهٔ نازی‌ها در جنگ) فرستاده شدند و روزانه ۳۰ کیلومتر پیاده‌روی می‌کردند و افراد زیادی در طی راه به قتل رسیدند. از کوتنو، آنها را سوار قطار کرده (۱۰۰ تن درون یک واگن قطار بدون جیره غذایی) و به اردوگاه کار اجباری داخائو فرستادند. تنها حدود ۴۰۰۰ تن از سفر به داخائو جان سالم به در بردند. حدود ۲۰۰ تن از زندانیان فرتوت پیش از راهپیمایی کشته شدند و ۳۰۰ زندانی داوطلبانه برای برچیدن اردوگاه باقی ماندند.
حدود ۳۵۰ زندانی یهودی در طی قیام ورشو در ماه اوت باقی ماندند و در ۴ اوت ۱۹۴۴ توسط نیروهای لهستانی آزاد شدند. آنها شامل ده‌ها تن از یهودیان (از جمله ۲۴ زن) می‌شدند که در پاویاک زندانی شده و در ۳۱ ژوئیه به اردوگاه منتقل شده بودند. اکثریت قریب به اتفاق زندانیان یهودی آزاد شده در قیام شرکت کردند، و بسیاری از آن‌ها در جریان درگیری جان خود را از دست دادند. کسانی که آزاد شدند بیشتر از یهودیان یونان و مجارستان بودند، به همراه برخی یهودیان از چکسلواکی و هلند که آشنایی بسیار کمی با زبان لهستانی داشتند. پس از شکست قیام، بازماندگان فرار کرده یا در سنگرها پنهان شدند؛ در هنگام ورود شوروی‌ها به ورشو در ۱۷ ژانویه ۱۹۴۵، تنها حدود ۲۰۰ یهودی (زندانیان سابق و همچنین یهودیانی که در طرف «آریایی» شهر پنهان شده بودند) باقی مانده بودند. کتاب «پناهگاه» اثر چارلز گلدستین، یکی از زندانیان اردوگاه، تجربیات وی در اردوگاه و تلاش برای زنده ماندن را بازگو می‌کند.
در جریان اعدام‌ها در ویرانه‌های گتو ورشو (در اطراف و در محل اردوگاه کار)، به تخمین کوپکا آلمانی‌ها حدود ۲۰٬۰۰۰ تن را، از جمله زندانیان اردوگاه، یهودیان لهستانی که در «طرف آریایی» ورشو پنهان شده بودند، و زندانیان سیاسی لهستانی، کشتند. این شامل یهودیانی که در خرابه‌های گتو پنهان شده بودند و در حین تخریب پیدا (و بلافاصله با شلیم گلوله کشته) شدند نیز می‌شود، و این‌ها همگی جزو کشته‌شدگان اردوگاه ورشو به حساب آورده می‌شوند.
مؤسسه یادبود ملی تعداد لهستانی‌های به قتل رسیده در محل اردوگاه و اعدام شده در اطراف آن را ۱۰ هزار تن تخمین می‌زند. یان زارین، تاریخ‌دان، بر این باور است که: «در سال‌های ۱۹۴۳–۱۹۴۴ در محل اردوگاه - آنگونه که به نظر می‌رسد - حداقل ۲۰٬۰۰۰ زندانی از جمله حدود ۱۰٬۰۰۰ لهستانی به قتل رسیدند.»

### پس از قیام ورشو
پس از قیام ورشو و با نابودی بخش بزرگی از شهر، از جمله تمام اردوگاه و مناطق اطراف آن، زندانیان وظیفه داشتند ۲٫۶ میلیون متر مکعب آوار را پاکسازی کنند تا گتوی پیشین به پارک تبدیل شود، و همچنین بتوان از مصالح ساختمانی (عمدتاً فلزات قراضه و آجر) برای ماشین جنگی آلمان بهره‌گیری دوباره کرد. کار تخریب و بهره‌گیری دوباره کار سخت و خطرناکی بود که با سرعتی بالا و بدون توجه به خطرات جانی برای زندانیان انجام شد. در ژوئن ۱۹۴۴، ۱۰ میلیون متر مربع تخریب شد که از آن حدود ۸۱۰۵ تن فلز و ۳۴ میلیون آجر به بهره‌گیری دوباره رسید.